# Onozitoli Sawo
Onozitoli Sawo is een bestuurslaag in het regentschap Nias Utara van de provincie Noord-Sumatra, Indonesië. Onozitoli Sawo telt 1230 inwoners (volkstelling 2010).